# Рунге, Херберт
Хе́рберт Ру́нге (нем. Herbert Runge; 23 января 1913, Вупперталь — 11 марта 1986, там же) — немецкий боксёр тяжёлой весовой категории. В 1930-х годах выступал за сборную Германии: чемпион летних Олимпийских игр в Берлине, серебряный и бронзовый призёр чемпионатов Европы, восьмикратный чемпион национального первенства, победитель многих международных турниров и матчевых встреч. В период 1946—1949 боксировал на профессиональном уровне, но без особых достижений.

## Биография
Херберт Рунге родился 23 января 1913 года в городе Вупперталь. Активно заниматься боксом начал в раннем детстве, проходил подготовку в местном боксёрском клубе «Эльберфельдер». Первого серьёзного успеха на ринге добился в 1934 году, когда побывал на чемпионате Европы в Будапеште и выиграл там серебряную медаль. Год спустя стал чемпионом Германии среди любителей, ещё через год повторил это достижение и благодаря череде удачных выступлений удостоился права защищать честь страны на летних Олимпийских играх 1936 года в Берлине. На Олимпиаде одолел всех своих соперников в тяжёлой весовой категории, в том числе аргентинца Гильермо Ловеля в финале. На данный момент Рунге остаётся единственным немецким тяжеловесом, кому удалось выиграть золото Олимпийских игр.
Получив золотую олимпийскую медаль, Рунге продолжил выходить на ринг в основном составе национальной сборной, принимая участие во всех крупнейших международных турнирах. Так, в 1937 году он в третий раз выиграл первенство Германии и съездил на первенство Европы в Милан, где выиграл ещё одну серебряную награду. В течение двух последующих лет вновь был лучшим в своей стране, в 1939 году боксировал на чемпионате Европы в Дублине, но на сей раз вынужден был довольствоваться бронзой. В 1940 году впервые за долгое время уступил первенство в сборной голландскому легионеру Хайну тен Хоффу, однако вскоре вернулся на верхнюю ступень пьедестала и в период 1941—1943 неизменно оставался чемпионом. В 1944 году опять занял второе место, проиграв в финале Хоффу.
После окончания Второй мировой войны в 1946 году Рунге решил попробовать себя среди профессионалов, однако карьера в новом амплуа развивалась не очень успешно. В течение трёх лет он провёл 25 боёв, но победил лишь в пяти, при этом 14 раз проиграл, в шести случаях была зафиксирована ничья. В конце 1949 года немецкий боксёр покинул ринг и до конца жизни находился в своём родном городе Вупперталь. Умер 11 марта 1986 года.